# Ideale massimale
In matematica, in particolare nella teoria degli anelli, un ideale massimale è un ideale che risulta essere un elemento massimale (rispetto all'inclusione insiemistica) dell'insieme degli ideali propri di un anello, ovvero tale che non sia contenuto propriamente in nessun altro ideale proprio dell'anello.
Gli ideali massimali sono pertanto caratterizzati dalla proprietà di essere contenuti solamente in due ideali: l'intero anello e l'ideale massimale stesso. In un diagramma di Hasse questa proprietà è espressa dal fatto che gli ideali massimali sono sempre collegati direttamente al punto che rappresenta l'intero anello.

## Ideali massimali e anelli semplici
Gli ideali massimali sono in stretto rapporto con gli anelli semplici, infatti dato {\displaystyle A} anello:
{\displaystyle I{\text{ massimale}}\Leftrightarrow A/I{\text{ semplice}}.}
Inoltre se {\displaystyle A} è un anello commutativo unitario abbiamo che il quoziente {\displaystyle A/I} oltre a essere semplice è anche un campo; questo non è più vero in un anello senza unità, ad esempio l'ideale {\displaystyle 4\mathbb {Z} } è massimale in {\displaystyle 2\mathbb {Z} }, ma {\displaystyle 2\mathbb {Z} /4\mathbb {Z} } non è un campo nonostante sia un anello semplice.

## Esistenza e unicità dell'ideale massimale
In generale, non esistono processi costruttivi per determinare un ideale massimale di un anello qualsiasi; in numerose situazioni è tuttavia possibile stabilire l'esistenza dell'ideale massimale. Il risultato più generale a questo proposito è il lemma di Krull (1929): ogni anello non banale con unità possiede almeno un ideale massimale; la dimostrazione del teorema fa uso del lemma di Zorn, e quindi dell'assioma della scelta.

### Dimostrazione
Sia {\displaystyle A} un anello proprio con unità. Un ideale {\displaystyle I} di {\displaystyle A} si dice massimale se è proprio e per ogni ideale proprio {\displaystyle J} di {\displaystyle A}, se {\displaystyle I\subseteq J}, allora {\displaystyle J=I}. Si proverà che ogni ideale proprio di {\displaystyle A} si estende a qualche ideale massimale.
Sia {\displaystyle F=\{J|J\,{\grave {e}}\,{\textrm {un}}\,{\textrm {ideale}}\,{\textrm {proprio}}\,{\textrm {di}}\,A,I\subseteq J\}}. Banalmente, si ha {\displaystyle F} non è vuoto e {\displaystyle (F,\subset )} è un ordine parziale. Si proverà che {\displaystyle \subset } è un ordine induttivo su {\displaystyle F}. Sia {\displaystyle G} una catena in {\displaystyle F}. Si proverà che esiste un maggiorante di {\displaystyle G} in {\displaystyle F}. Il candidato è {\displaystyle \cup G}. Ovviamente, {\displaystyle J\subseteq \cup G}, per ogni {\displaystyle J\in G}. Si osservi che {\displaystyle I\subseteq \cup G}. Si proverò, ora che {\displaystyle \cup G} è un ideale proprio. Sia {\displaystyle a\in A} e {\displaystyle b\in \cup G}. Allora esiste {\displaystyle G_{1}\in \cup G} tale che {\displaystyle b\in G_{1}}. Essendo {\displaystyle G_{1}} un ideale di {\displaystyle A}, allora {\displaystyle ab\in G_{1}} e {\displaystyle ba\in G_{1}}, ovvero {\displaystyle ab,ba\in G_{1}\subseteq \cup G}. Dunque {\displaystyle \cup G} è un ideale di {\displaystyle A}. Rimane, ora, da provare che {\displaystyle \cup G} è un ideale proprio di {\displaystyle A}. Si osservi che, se {\displaystyle I} è un ideale (proprio) di {\displaystyle A}, {\displaystyle I} è proprio se e solo se l'unità non appartiene all'ideale {\displaystyle I} stesso. Di conseguenza, essendo {\displaystyle 1\not \in J}, per ogni {\displaystyle J\in G}, segue che {\displaystyle 1\not \in \cup G}. Perciò {\displaystyle \cup G} è un ideale proprio di {\displaystyle A}. A questo punto, per il lemma di Zorn, in {\displaystyle (F,\subset )} esiste almeno un ideale massimale. Quindi {\displaystyle J} è un ideale massimale che estende {\displaystyle I}.
Per alcuni anelli è anche possibile una costruzione diretta degli ideali massimali; ad esempio, è semplice dimostrare che nell'anello {\displaystyle \mathbb {Z} } degli interi gli ideali massimali sono gli ideali principali generati dai numeri primi.
In generale, un anello può possedere più ideali massimali; gli anelli che contengono un solo ideale massimale sono detti anelli locali.

## Caratterizzazioni degli ideali massimali
Dato un anello {\displaystyle A}, se per esso valgono alcune condizioni particolari, i suoi ideali massimali coincidono con altre famiglie di ideali:
- se {\displaystyle A} è un dominio ad ideali principali (ossia tutti gli ideali sono generati da un solo elemento[1]), ed {\displaystyle I} è un suo ideale proprio diverso da {\displaystyle (0)}, allora {\displaystyle I} è primo se e solo se è massimale; inoltre, dato un elemento {\displaystyle x\in A} non invertibile e non nullo, valgono le seguenti equivalenze:

{\displaystyle x{\text{ irriducibile}}\Leftrightarrow (x){\text{ massimale}}\Leftrightarrow (x){\text{ primo}}\Leftrightarrow x{\text{ primo}};}
- dato un campo {\displaystyle K}, gli ideali massimali dell'anello dei polinomi {\displaystyle K[x]} sono tutti e soli quelli del tipo {\displaystyle (f(x))}, dove {\displaystyle f(x)\in K[x]} è un polinomio irriducibile.

## Applicazioni
Di seguito vengono riportati alcuni esempi di costruzioni che fanno uso di ideali massimali.

### Numeri reali
Ad esempio, la costruzione dei numeri reali si può effettuare a partire dalle successioni di Cauchy di numeri razionali: si definiscono la somma e il prodotto di due successioni:
{\displaystyle {\begin{matrix}\left\{x_{n}\right\}+\left\{y_{n}\right\}&=&\left\{x_{n}+y_{n}\right\};\\\left\{x_{n}\right\}\left\{y_{n}\right\}&=&\left\{x_{n}y_{n}\right\}.\end{matrix}}}
Si può dimostrare che, con tali operazioni, esse costituiscono un anello commutativo con unità, dove l'elemento neutro della moltiplicazione è costituito dalla successione costante per cui {\displaystyle x_{n}=1}. Tale anello non è però un campo, in quanto ad esempio, le successioni che contengono almeno un elemento nullo non possiedono inverso per la moltiplicazione.
Considerando l'insieme delle successioni convergenti a zero (zero-successioni)
{\displaystyle D=\left\{\left\{x_{n}\right\}_{n\in \mathbb {N} }:\,\lim _{n\rightarrow \infty }x_{n}=0\right\},}
si dimostra {\displaystyle D} è un ideale massimale, pertanto l'anello quoziente è un campo. Esso possiede le usuali proprietà del campo reale, ed è pertanto identificabile con esso:
{\displaystyle \mathbb {R} ={\frac {C}{D}}.}

### Numeri iperreali
Utilizzando una costruzione analoga alla precedente, è possibile costruire il campo dei numeri iperreali: si considera l'anello commutativo con unità formato dalle successioni di Cauchy di numeri reali, e l'ideale formato dalle successioni definitivamente nulle (ovvero che possiedono al più un numero finito di elementi non nulli). Tale ideale non è massimale; il lemma di Krull assicura però l'esistenza di un ideale massimale che lo contenga; l'anello quoziente rispetto a tale ideale massimale è un campo, che si può identificare con quello dei numeri iperreali.